# Newell, Iowa
Newell là một thành phố thuộc quận Buena Vista, tiểu bang Iowa, Hoa Kỳ. Năm 2010, dân số của thành phố này là 876 người.

## Dân số
Dân số qua các năm:
- Năm 2000: 887 người.
- Năm 2010: 876 người.